# (1756) Giacobini
(1756) Giacobini – planetoida z pasa głównego planetoid okrążająca Słońce w ciągu 4 lat i 26 dni w średniej odległości 2,55 au. Została odkryta 24 grudnia 1937 roku w Observatoire de Nice przez André Patry. Nazwa planetoidy pochodzi od Michela Giacobiniego (1873-1938), francuskiego astronoma. Przed nadaniem nazwy planetoida nosiła oznaczenie tymczasowe (1756) 1937 YA.